# Vincenzo Pietrosanti
Vincenzo Maria Pietrosanti (Bassiano, 1624 – Roma, 1694) è stato uno scultore italiano del legno.
Frate laico, intraprese la vita religiosa a 15 anni. Gli sono attribuite diverse opere presenti nei conventi francescani del Lazio ed è noto in particolare per i suoi Crocefissi lignei, nei quali il Cristo è rappresentato a dimensioni naturali e, secondo le caratteristiche della scultura barocca, con un'accentuata espressività che mira a coinvolgere lo spettatore (viso emaciato e dall'espressione sofferente, posizione contratta del corpo, sparso di sangue). Morì nel convento della basilica di Santa Maria in Aracoeli a Roma.

## Opere
- Crocifisso del Convento di Santa Maria della Consolazione a Caprarola (Viterbo), scolpito nel 1662.
- Crocifisso del Santuario del Santissimo Crocifisso a Nemi (Roma), esposto per la prima volta il 19 maggio 1669.
- Crocifisso della Chiesa di Sant'Agata Vergine e Martire a Ferentino (Frosinone), scolpito nel 1669 circa.
- Crocifisso del Santuario del Crocifisso presso Bassiano (Latina), scolpito nel 1673 e donato dallo stesso scultore alla città natale.
- Crocifisso del Monastero di San Rocco a Farnese (Viterbo), consegnato il 22 maggio 1684.
- Crocifisso del Santuario del Sacro Ritiro di San Francesco presso Bellegra (Roma).
- Crocifisso della Basilica di Santa Maria in Aracoeli a Roma, Cappella del Crocifisso.